# Lijst van verdwenen bruggen in Leiden
In de Nederlandse stad Leiden zijn in de loop der eeuwen talloze bruggen verdwenen door stadsverandering en -vernieuwing. Dit vond overwegend plaats waarbij, als gevolg van het dempen van een gracht, de brug eroverheen niet meer nodig was.
| Naam                  | Locatie                                             | Foto        |
| --------------------- | --------------------------------------------------- | ----------- |
| Valbrug               | Binnenvestgracht (t.h.v. Zijlpoort)                 |             |
| Zijlstraatbrug        | Binnenvestgracht (t.h.v. Zijlstraat)                |             |
| Weesbrug              | Burchtgracht (t.h.v. Oude Rijn)                     |             |
| Blauwebrug            | Cellebroedersgracht (t.h.v. Bakkersteeg)            |             |
| Kolfmakersbrug        | Cellebroedersgracht (t.h.v. Rapenburg)              | [dode link] |
| Choorbrug             | Hooigracht (t.h.v. Hooglandse Kerkkoorsteeg)        |             |
| Heerenbrug            | Hooigracht (t.h.v. Groenesteeg)                     |             |
| Koppenhinkbrug        | Hooigracht (t.h.v. Koppenhinksteeg)                 |             |
| St. Annabrug          | Hooigracht (t.h.v. Nieuwstraat)                     |             |
| Vleerbrug             | Hooigracht (t.h.v. Sint Pancrassteeg)               |             |
| Waaghoofdbrug         | Oude Rijn (t.h.v. Waag)                             |             |
| (Stalen loopbrug)     | Langegracht (t.h.v. fabriek Clos & Leembruggen)     |             |
| Houtmarktbrug         | Langegracht (t.h.v Houtmarkt)                       |             |
| Kwekerijbrug          | Langegracht (t.h.v. Binnenvestgracht)               |             |
| Langegrachtbrug       | Langegracht (t.h.v. Lange Mare)                     |             |
| Oostdwarsbrug         | Langegracht (t.h.v. Oostdwarsgracht)                |             |
| Volmolenbrug          | Langegracht (t.h.v. Volmolengracht)                 |             |
| Hartebrug             | Lange Mare (t.h.v Haarlemmerstraat / Hartebrugkerk) |             |
| Sint Nicolaasbrug     | Lange Mare (t.h.v. Clarasteeg)                      |             |
| Touwersbrug           | Lange Mare (t.h.v. Oude Vest)                       |             |
| Barbarabrug           | Levendaal (t.h.v. Barbarasteeg)                     |             |
| Bethlehemsbrug        | Levendaal (t.h.v Kraaierstraat)                     |             |
| Geerbrug of Koenebrug | Levendaal (t.h.v. Geregracht)                       |             |
| Leefsteenbrug         | Levendaal (t.h.v. Steenschuur)                      |             |
| Levendaalbrug         | Levendaal (t.h.v. Rijnstraat)                       |             |
| Plantagebrug          | Levendaal (t.h.v. Plantage)                         |             |
| Rustiekebrug          | Levendaal (t.h.v. Zoeterwoudsesingel)               |             |
| Sint Jorisbrug        | Levendaal (t.h.v Sint Jorissteeg)                   |             |
| Vestbrug              | Levendaal (t.h.v. Binnenvestgracht)                 |             |
| Kabeljauwbrug         | Marendorpse Achtergracht (t.h.v. Jan Vossensteeg)   |             |
| Schuilebrug           | Marendorpse Achtergracht (t.h.v. Lange Mare)        |             |
| Duivelshoornbrug      | Middelstegracht (t.h.v. Duivelshoornpoort)          |             |
| Huibertsbrug          | Middelstegracht (t.h.v. Groenesteeg)                |             |
| Middelstegrachtbrug   | Middelstegracht (t.h.v. Oude Rijn)                  |             |
| Sint Annabrug         | Middelstegracht (t.h.v. Nieuwe Rijn)                |             |
| Sint Joostenbrug      | Middelstegracht (t.h.v. fabriek Tieleman & Dros)    |             |
| Greinbrug             | Oostdwarsgracht (t.h.v. Langegracht, zuidzijde)     |             |
| Looierbrug            | Oostdwarsgracht (t.h.v. Langegracht, noordzijde)    |             |
| Wolbrug               | Oostdwarsgracht (t.h.v. Oude Singel)                |             |
| Groenesteegbrug       | Uiterstegracht (t.h.v. Groenesteeg)                 |             |
| Kwakelbrug            | Uiterstegracht (t.h.v. Nieuwe Rijn)                 |             |
| Uiterstegrachtbrug    | Uiterstegracht (t.h.v. Oude Rijn)                   |             |
| Dekenbrug             | Volmolengracht (t.h.v. Langegracht)                 |             |
| Lakenbrug             | Volmolengracht (t.h.v. Oude Singel)                 |             |
| Eerste Waardbrug      | Waardgracht (t.h.v. Nieuwe Rijn)                    |             |
| Raambrug              | Zijdgracht (t.h.v. Hoefstraat)                      |             |
| Spekkenbrug           | Zijdgracht (t.h.v. Levendaal)                       |             |